# Calathea cannoides
Calathea cannoides là một loài thực vật có hoa trong họ Marantaceae. Loài này được (Nicolson, Steyerm. & Sivad.) H.A.Kenn. mô tả khoa học đầu tiên năm 1990.